# Steven Davis
Steven Davis (ur. 1 stycznia 1985 w Ballymenie) – północnoirlandzki piłkarz, grający na pozycji defensywnego pomocnika. Nosi przydomek „Stevis”. Wystąpił na Mistrzostwach Europy w 2016 roku, gdzie był kapitanem swojej drużyny.

## Kariera klubowa

### Aston Villa

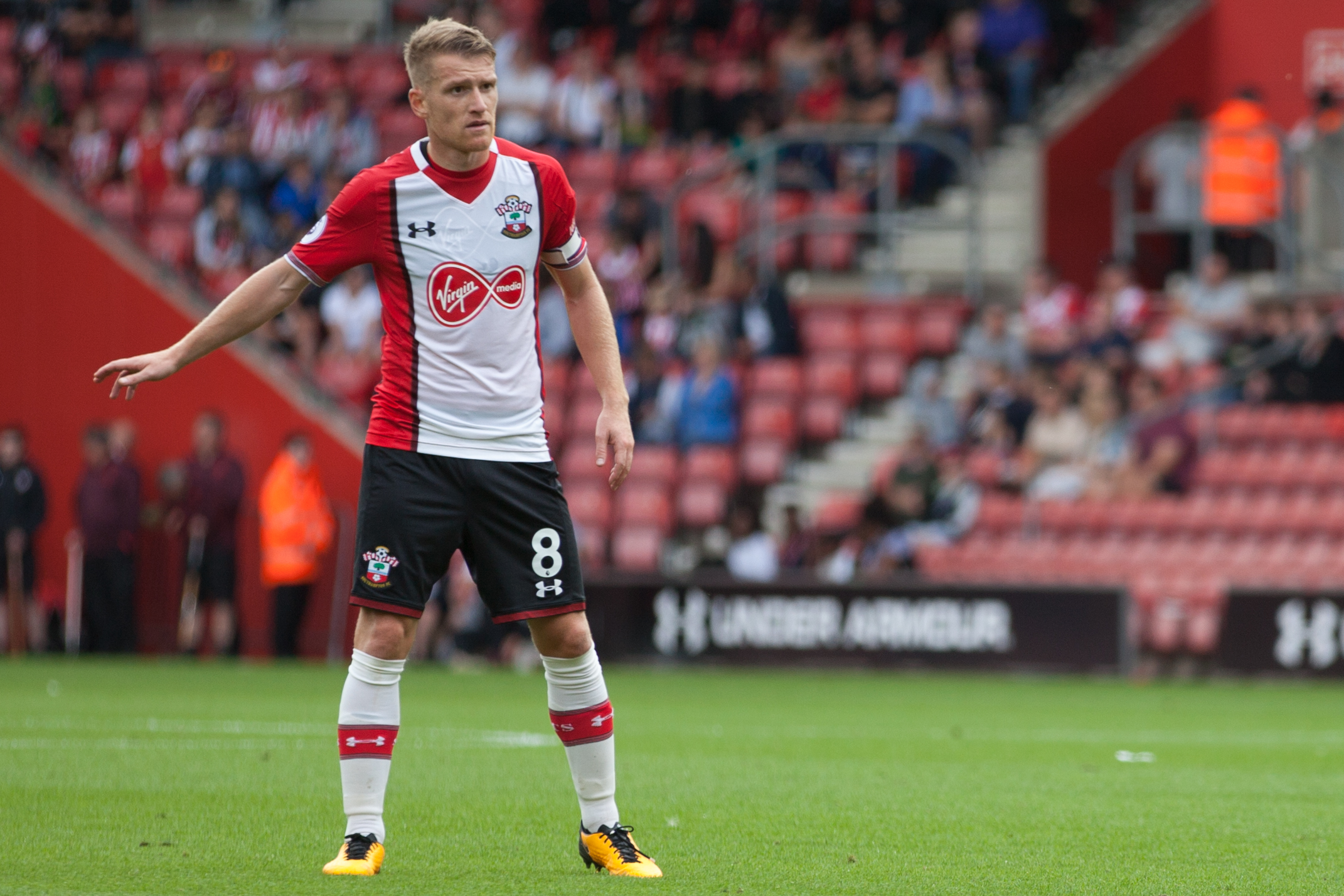
Steven Davis w barwach Southampton

W latach 1996 – 2001 uczęszczał w rodzinnym mieście do tamtejszej szkoły o nazwie Ballymena Academy, a w 2001 roku jeszcze jako junior trafił do Aston Villi. W sezonie 2001/2002 grał w drużynie juniorów, która wywalczyła młodzieżowy Puchar Anglii. W Premier League Davis zadebiutował 18 września 2004 w bezbramkowym remisie z Norwich City, za menedżerskiej kadencji Davida O’Leary’ego. Początkowo był rezerwowym graczem klubu z Villa Park, ale po paru kolejkach grał już w pierwszej jedenastce. Swojego pierwszego gola zdobył 16 kwietnia 2005, gdy zapewnił zwycięstwo 3:2 nad Southampton. Łącznie zagrał w 28 meczach ligowych, a Aston Villa zajęła 10. miejsce w lidze. Rok później wystąpił w 35 spotkaniach i czterokrotnie zdobywał gola dla „The Villans”, jednak klub z Birmingham spisał się słabo zajmując dopiero 16. pozycję. Davis został przez fanów zespołu wybrany Najlepszym Piłkarzem Sezonu. W sezonie 2006/2007 nadal był podstawowym zawodnikiem Aston Villi.
Latem 2007 za 4 miliony funtów Davis przeszedł do Fulham F.C.. W Fulham zadebiutował 12 sierpnia 2007 w przegranych 1:2 derbach Londynu z Arsenalem. W Fulham grał przez pół roku i wystąpił w 22 meczach Premier League.

### Rangers
31 stycznia 2008 roku Davis został wypożyczony do Rangers. Zadebiutował 13 lutego w meczu o Puchar UEFA przeciwko Panathinaikosowi. Pierwszą bramkę w europejskich pucharach zdobył przeciwko Werderowi Brema. Davis zdobył zwycięską bramkę z rzutu karnego przeciwko Dundee United, zapewniając triumf w Pucharze Ligi Szkockiej. Pomógł także awansować do finału rozgrywek Pucharu UEFA, oraz wygrać Puchar Szkocji. 21 sierpnia został wykupiony przez Rangers za kwotę 3 milionów funtów.
Swoją pierwszą ligową bramkę zdobył w meczu z Motherwell. W tym sezonie Rangersi zdobyli mistrzostwo Szkocji oraz krajowy puchar. 27 stycznia 2010 roku po raz pierwszy wpisał się na listę strzelców w sezonie 2009/10. W kolejnym meczu ponownie zdobył bramkę, tym razem z rzutu wolnego. Dobre występy w styczniu zaowocowały zdobyciem nagrody dla najlepszego piłkarza miesiąca ligi szkockiej. Davis ponownie sięgnął po mistrzostwo i puchar kraju. W październiku 2010 roku zdobył pierwszą bramkę w kolejnym sezonie. W finale Pucharu Ligi Szkockiej Davis otworzył wynik meczu i jego drużyna wygrała z Celtikiem po dogrywce 2-1.  Tytuł mistrzowski ponownie trafił do gabloty Rangersów, a dla Davisa był to trzeci tytuł mistrzowski w ciągu trzech sezonów. 19 lipca 2011 roku podpisał nowy pięcioletni kontakt z klubem. Został mianowany tymczasowym kapitanem podczas nieobecności Davida Weira w pierwszej części sezonu. Za dobre występy we wrześniu ponownie dostał miano piłkarza miesiąca. Po bankructwie klubu Davis skorzystał z praw i rozwiązał umowę, stając się tym samym wolnym zawodnikiem.

### Southampton
Po tym jak w 2012 roku The Gers zostali zdegradowani z najwyższej klasy rozgrywkowej, Davis na zasadzie wolnego transferu zasilił beniaminka ligi angielskiej Southampton. Zadebiutował 19 sierpnia 2012 roku, przeciwko Manchesterowi City w przegranym 3-2 meczu i zdobył bramkę. Drugą bramkę zdobył w dniu 3 lutego 2013 roku. 17 października 2014 roku podpisał nowy kontrakt z klubem, obowiązujący do 2018 roku.
8 maja 2016 roku zdobył dwie bramki w starciu z Tottenhamem na White Hart Lane, dając zwycięstwo 2-1. Na listę strzelców wpisał się także w ostatniej kolejce sezonu w wygranym domowym meczu z Crystal Palace 4-1. Sezon 2015/16 okazał się jednym z najlepszych w historii Southampton w rozgrywkach Premier League, którzy to ostatecznie zajęli szóste miejsce, wyprzedzając min: Liverpool czy Chelsea.
18 czerwca 2016 przedłużył umowę z klubem do 2019 roku. Ponadto po odejściu kapitana José Fonte to on został mianowany do tej roli.
| Sezon   | Klub        | Kraj    | Rozgrywki               | Mecze | Bramki |
| ------- | ----------- | ------- | ----------------------- | ----- | ------ |
| 2004/05 | Aston Villa | Anglia  | Premier League          | 28    | 1      |
| 2005/06 | Aston Villa | Anglia  | Premier League          | 35    | 4      |
| 2006/07 | Aston Villa | Anglia  | Premier League          | 28    | 0      |
| 2007/08 | Fulham      | Anglia  | Premier League          | 22    | 0      |
| 2007/08 | Rangers     | Szkocja | Scottish Premier League | 12    | 0      |
| 2008/09 | Rangers     | Szkocja | Scottish Premier League | 34    | 6      |
| 2009/10 | Rangers     | Szkocja | Scottish Premier League | 36    | 3      |
| 2010/11 | Rangers     | Szkocja | Scottish Premier League | 37    | 4      |
| 2011/12 | Rangers     | Szkocja | Scottish Premier League | 33    | 4      |
| 2012/13 | Southampton | Anglia  | Premier League          | 32    | 2      |
| 2013/14 | Southampton | Anglia  | Premier League          | 34    | 2      |
| 2014/15 | Southampton | Anglia  | Premier League          | 34    | 0      |
| 2015/16 | Southampton | Anglia  | Premier League          | 34    | 5      |
| 2016/17 | Southampton | Anglia  | Premier League          | 32    | 0      |
| 2017/18 | Southampton | Anglia  | Premier League          | 23    | 3      |
| 2018/19 | Southampton | Anglia  | Premier League          | 13    | 0      |

## Kariera reprezentacyjna
W reprezentacji Irlandii Północnej Davis zadebiutował 9 lutego 2005 w wygranym 1:0 towarzyskim meczu z Kanadą. Wystąpił także w dwóch spektakularnych zwycięstwach kadry narodowej: 1:0 z Anglią (zaliczył asystę przy golu Davida Healy’ego) oraz 3:2 z Hiszpanią.
21 maja 2006 w przegranym meczu 1:0 z Urugwajem Steven stał się najmłodszym w historii kapitanem reprezentacji Irlandii Północnej.
8 października 2015 roku Davis zdobył dwie bramki w starciu z Grecją, dając tym samym awans Irlandii na Mistrzostwa Europy 2016.

## Sukcesy

### Klubowe
Aston Villa
- FA Youth Cup: 2002

Rangers
- Mistrzostwo Szkocji: 2008/2009, 2009/2010, 2010/2011
- Puchar Szkocji: 2007/2008, 2008/2009
- Puchar Ligi Szkockiej: 2007/2008, 2008/2009, 2010/2011

Southampton
- Finalista Pucharu Ligi Angielskiej: 2017

### Indywidualne
- Order Imperium Brytyjskiego: 2017
- Gracz roku ligi szkockiej: 2009/2010
- Gracz miesiąca ligi szkockiej: styczeń 2010, wrzesień 2011
- Najlepszy piłkarz w Irlandii Północnej: 2015, 2016
- Gracz roku w Aston Villi wg kibiców: 2005/2006[23]
- Gracz roku w Aston Villi: 2005/2006
- Młody piłkarz roku w Aston Villi: 2005/2006